# Franz Marmon
Franz Marmon (* 11. Juni 1908 in Sigmaringen; † 2. Oktober 1954 in Karlsruhe) war ein deutscher Jurist, Gestapobeamter, SS-Führer und NS-Verbrecher.

## Leben
Marmon war der Sohn des Bildhauers Franz Xaver Marmon und schloss seine Schullaufbahn nach dem Besuch der Volksschule am humanistischen Gymnasium in Sigmaringen (heute: Hohenzollern-Gymnasium) 1928 mit dem Abitur ab. Zunächst wollte er Berufssoldat werden, entschloss sich aber dann zu studieren. Anschließend begann er ein Studium der Rechtswissenschaften an der Universität München, das er an der Universität Frankfurt am Main 1930 fortsetzte und im Dezember 1933 dort mit dem ersten Staatsexamen beendete. Seine Referendarzeit absolvierte er am Amtsgericht Sigmaringen, dem Landgericht Frankfurt am Main, der dortigen Staatsanwaltschaft sowie dem Kammergericht Berlin. Das zweite Staatsexamen schloss er im Oktober 1938 in Berlin erfolgreich ab.
Marmon wurde 1924 Mitglied in der Bismarckjugend und 1928 der katholischen Studentenverbindung KDStV Aenania München im Cartellverband. Noch während seiner Studienzeit trat Marmon zum 1. März 1933 der NSDAP (Mitgliedsnummer 1.536.914) und im Juni 1933 der SS bei (SS-Nummer 89.797).
Ab Januar 1936 gehörte er dem SD in Frankfurt am Main an und war ab Anfang Februar 1936 beim Sicherheitshauptamt I in Berlin tätig. Ab 1938 war er hauptamtlich Abteilungsleiter im Berliner Sicherheitshauptamt I parallel zu seinem juristischen Vorbereitungsdienst zum zweiten juristischen Staatsexamen am Berliner Kammergericht.
Nach Beginn des Zweiten Weltkrieges wurde Marmon zunächst auf Probe Staatsbeamter. Ab 1940 war er im Protektorat Böhmen und Mähren bei der Staatspolizeileitstelle Prag tätig. Danach war er beim dortigen Befehlshaber der Sicherheitspolizei und des Sicherheitsdienstes (BdS) und zwischenzeitlich drei Monate in Polen eingesetzt. Anschließend war er persönlicher Referent des BdS und dessen Verbindungsmann zum Reichsprotektor Konstantin von Neurath.
Marmon, der im November 1940 zum SS-Sturmbannführer aufstieg, war ab Herbst 1941 in der Staatspolizeileitstelle München tätig. Im Rang eines Regierungsrates war Marmon dort durchgehend bis März 1943 Leiter der Abteilung II (Exekutive). Dort koordinierten Marmon und der stellvertretende Gestapoleiter Alfred Trenker die Vernehmungen der Geschwister Scholl von der Widerstandsgruppe Weiße Rose, bis das Verfahren vom Oberreichsanwalt übernommen wurde. Trenker und Marmon unterzeichneten die Vernehmungsprotokolle jedoch nicht und werden dort auch nicht als anwesend erwähnt.
Im Frühjahr 1943 wurde Marmon zum BdS in Belgrad abgeordnet, wo er im Wesentlichen „abwehrmäßige Abwehraufgaben“ wahrnahm und die Außendienststellen in Albanien leitete. Anfang April 1944 kehrte er zur Staatspolizeileitstelle München als stellvertretender Leiter zurück. Am 11. August 1944 erhielt Marmon einen strengen Verweis, da er einen SS-Untersturmführer der Kriegsdienstverweigerung bezichtigt hatte.
Am 16. August 1944 wurde Marmon auf Anordnung Ernst Kaltenbrunners mit der Leitung der Staatspolizeistelle Kassel betraut, die er ab Oktober 1944 ausführte. Offiziell übernahm Marmon die Leitung aber erst Anfang Januar 1945, die er bis zur Auflösung der Dienststelle Ende März 1945 innehatte. Marmon war in dieser Funktion Vorgesetzter von Erich Engels, der das Arbeitserziehungslager Breitenau leitete.
Ab März 1945 war Marmon noch Kommandeur der Sicherheitspolizei und des SD Kassel. Kurz vor dem Einmarsch der US-Armee wurden auf Anordnung Marmons noch drei Endphaseverbrechen verübt:
- Am Abend des 29. März 1945 wurden 28 Gefangene des Arbeitserziehungslagers Breitenau durch Gestapomitarbeiter und SS-Angehörige beim Fuldaberg ermordet.[4]

- Am Morgen des 30. März 1945 wurden zwölf Häftlingen des Zuchthauses Wehlheiden durch die Gestapo Kassel ermordet.

- Am 31. März 1945 wurden 78 italienische Zivilarbeiter nahe dem Bahnhof Wilhelmshöhe wegen Plünderung eines Wehrmachtszuges durch Gestapomitarbeiter aus Kassel erschossen. Die Italiener, die im Bahnhof zum Gleisbau eingesetzt waren, wurden in Gruppen von sechs bis acht Personen liquidiert.[3]

Marmon floh Anfang April 1945 mit weiteren Angehörigen der Sicherheitspolizei über Witzenhausen zum Harz. Dort gelang es ihm in Zivil unterzutauchen. Unter dem Pseudonym Peter Vriemer war er danach in Hitzelrode gemeldet und anschließend in Rheinsheim bei Bruchsal. Er war u. a. als Vertreter für Dachpappen tätig.
Marmon wurde Anfang August 1950 in Waiblingen verhaftet. Ab dem 3. August 1950 befand sich Marmon in der Strafanstalt Kassel-Wehlheiden in Untersuchungshaft und wurde wegen „rechtswidriger Erschießungsbefehle“ in Breitenau, Kassel-Wilhelmshöhe und Kassel-Wehlheiden angeklagt. Marmon berief sich auf Befehlsnotstand und gab vor Gericht an, dass er auf Weisung des Reichssicherheitshauptamtes bzw. im Fall der italienischen Zwangsarbeiter nach Himmlers Katastrophenerlass (umgehende Erschießung von Plünderern) gehandelt habe. Während der Verhandlung trat der Vater von Sophie und Hans Scholl als Entlastungszeuge für Marmon auf. Robert Scholl schilderte am vierten Verhandlungstag vor Gericht, dass sein Sohn vor der Hinrichtung ihm gegenüber persönlich gesagt habe, dass Marmon „ein feiner Mensch“ gewesen sei. Scholl versuchte in der Folgezeit erfolglos mit Marmon in Kontakt zu treten.

„Aber ich habe die ganzen Jahre an Marmon denken müssen und seit 1945 auf die Gelegenheit gewartet, denn mein Sohn hat ihn in das letzte Gebet eingeschlossen.“

Marmon wurde am 5. Februar 1952 durch das Schwurgericht am Landgericht Kassel wegen Totschlags in „Rechtsfahrlässigkeit“ zu einer Haftstrafe von zwei Jahren verurteilt, auf welche die Untersuchungshaft angerechnet wurde. Die Reststrafe wurde ihm erlassen. Nach einer Berufung wurde das Urteil durch den Bundesgerichtshof am 2. Juli 1953 rechtskräftig. Er starb am 2. Oktober 1954 in Karlsruhe.